# نادي الزلفي للفروسية

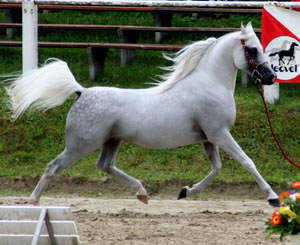

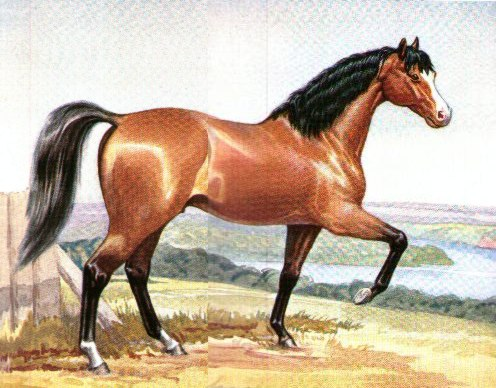

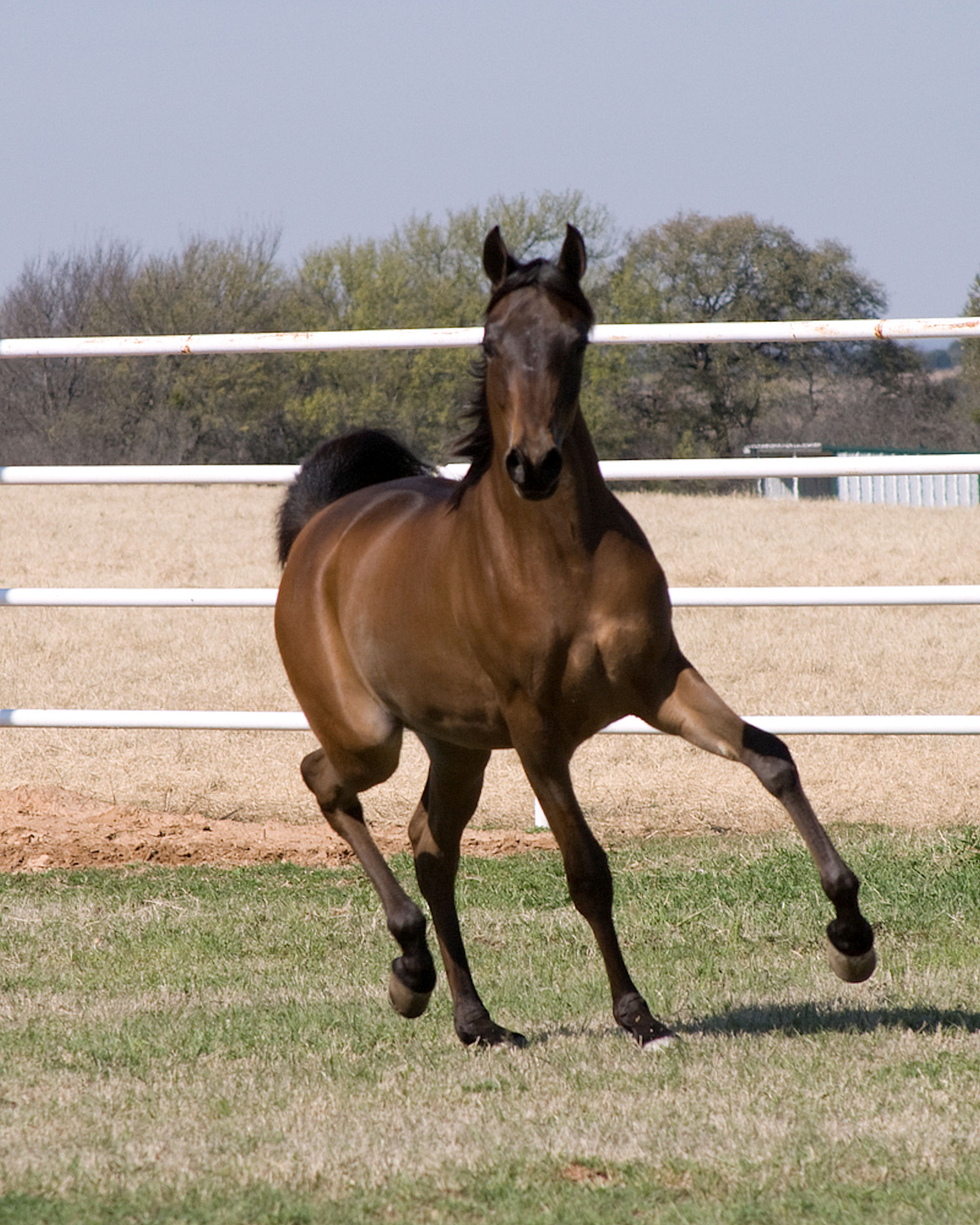

نادي الفروسية بالزلفي هُو نادٍ يقوم بإجراء سباقات للخيل الأصيل في الزلفي. تم إنشاؤه سنة 1418 هـ. تقام في النادي عدة سباقات للخيل الأصيل سنوياً حيث استضاف النادي بطولتين لعز الخيل والعديد من البطولات المحلية.

## التأسيس
أُسس نادي الفروسية بالزلفي علي يد سليمان بن أحمد العراجة، صدرت الموافقة والأمر الملكي لإنشاء الميدان باسمه، تم تشكيل أول مجلس إدارة للنادي في عام 1415 هـ، وكانت السباقات تقام قبل ذلك التاريخ ولكن بشكل غير منتظم. وفي عام 1418 هـ صدر قرار وزاري بتخصيص أرض للنادي بمساحة 4 ملايين متر مربع وتم توفير الأموال اللازمة، وبدأ العمل بالمشروع منتصف شهر رمضان حتى تاريخ افتتاحه رسميًا في 29 شوال 1418 هـ على كأس عز الخيل. وحاز الميدان على عدة بطولات على مستوى المملكة ومن ذلك بطولتين لعز الخيل.

## الموقع
يقع نادي الفروسية بمحافظة الزلفي بشرق مدينة الزلفي على الطريق المؤدي إلى دولة الكويت على امتداد طريق الملك فهد الواقع بمدخل المحافظة الشرقي وتبلغ مساحة أرضه 2.283.500 وتم تجهيزه بكامل التجهيزات حيث تم تصميم المنصة الرئيسية بطابع معماري يحكي بيئة منطقة الرياض وتتسع مدرجاته لحوالي ثلاثة آلاف متفرج بالإضافة إلى برج التعليق الذي صمم بشكل رائع ويبلغ ارتفاعه حـوالي 12مجهـز بأحـدث الوسائـل الإلكترونية بالإضافة إلى مبنى الخدمات (بادوك سحب العينات) وهو المكتب المساند لمقر النادي ويضم مكتب الطبيب وغرفة أخذ العينات والمختبر وبنك الدم ومكاتب النادي الإدارية بالإضافة إلى بادوك تهيئة الجياد وهو المكان المخصص لتهيئة الجياد قبل السباق روعي في تصميمه النواحي الجمالية ونواحي سلامة الجياد بالإضافة إلى مبنى إسطبلات الخيل الخاصة بالنادي وتتكون من أربعين إسطبل تم تنفيذها على أحدث طراز يتوافق مع الطرق الصحية لحماية الخيل مع مراعاة النواحي الأمنية بالإضافة إلى إسطبلات الملاك حيث خصص النادي جزء من الأراضي التابعة له لإقامة إسطبلات للملاك المسجلين بالنادي بإشراف من أمانة الزلفي وفق احدث الطرق في تصميمها من جانب النواحي الجمالية والفنية التي تحاكي في مظهرها شكل النادي مزودة بالخدمات الهامة كالكهرباء والماء بالإضافة إلى منطقة استعراض وتتويج الخيل التي صممت لسلامة الخيل والخيالة أثناء تتويج الخيل الفائزة بالإضافة إلى سياج مضمار السباق الذي تم تنفيذه بطرق فنية لسلامة الخيل والخيالة أثناء السباق بالإضافة إلى المضمار الرديف والذي يستخدمه الملاك والمدربين في إجراء التدريبات اليومية لخيولهم وهو مساند للمضمار الرسمي بالإضافة إلى سور النادي لأهمية الحفاظ على الممتلكات روعي في تصميمه الشكل الجمالي الذي يحاكي المنصة الرئيسية كما روعي فيه عدم حجب الرؤية لمن يرغب المشاهدة من خارج المنصة حيث يبلغ طوله أكثر من ثلاثة آلاف متر بالإضافة إلى مواقف السيارات والتي تستوعب أكثر من ألفيَ سيارة تم تزفيتها وإنارتها بشكل جميل بالإضافة إلى مقصورة لجنة السباق والتحكيم والتي أعدت وفق احدث الطرق الفنية التي تمكن أعضاء اللجنة من متابعة مجريات السباق في جميع المراحل عبر طريق كاميرات الكمبيوتر الإلكترونية بالإضافة إلى أجهزة الانطلاق الآلية حيث يملك النادي أربعة أجهزة من احدث الأجهزة تتسع لأكثر من 38 جواد صممت على احدث الوسائل الآلية المدعمة بوسائل التامين لأجل المحافظة على سلامة الخيال والجواد